# Іштван Лаудон

Іштван Лаудон

І́штван Лаудо́н (угор. Laudon István)  — ужгородський педагог і натураліст, доктор Ужгородської Королівської католицької гімназії.

## Біографія
Народився Іштван Лаудон 20 серпня 1862 року в Ужгороді, Закарпаття. Його батько — вчитель початкової школи — Шандор Лаудон, мати — Елеонора Тарновська. У нього був брат  Дюла та сестра Лаура. Закінчивши 8-класну гімназію, вступає на факультет філософії Будапештського університету, де є слухачем (студентом) ще 4 роки. Закінчив Будапештський університет у 1884 році здобувши спеціальність вчителя грецької та латинської мов. Але диплом отримав аж у 1887 році. Хоча, крім цих мов, Іштван Лаудон володів ще німецькою та, звичайно, рідною — угорською мовами.
1885 року в м. Будапешт Лаудон захистив дисертацію «Виховання і культура» (A nevelés és műveltség). Його науковим керівником був Агошт (Августин) Лубріх. З вересня 1886 року став викладачем Ужгородської Королівської католицької гімназії. Викладав латинську, грецьку, угорську та німецьку мови, природознавство.   Був також дипломованим учителем гімнастики та стенографії.  25 листопада 1894 року Іштван Лаудон одружився зі Шарлоттою Барковці. У шлюбі в них народилися дві доньки: Елеонора та Корнелія. З цього ж року він входить до списку 130 найбільших платників податків Ужанського комітату. 
Лаудон працював у гімназії до 1914 року. Далі був призваний до армії, оскільки розпочалась Перша Світова війна (ще з 1887 року він числився лейтенантом у запасі у 66-му полку). Попри те що був у досить зрілому віці, у війні брав участь у ранзі сотника. Повернувшись з війни, продовжив свою роботу в гімназії. 
У роки праці в гімназії кілька разів виїжджав у закордонні наукові експедиції. Ще під час навчання багато подорожував. Відомо, що влітку 1884 році він був у Трансільванії (зараз Румунія). Свого часу пан Лаудон об'їздив усю Австро-Угорщину, Італію, побував у тримісячному науковому відрядженні до Єгипту, звідки, до речі, привіз для гімназійного музею частину руки мумії. І звичайно робив поїздки по рідному краю, зокрема в Марамороські гори. Помер 22 липня 1924 року (Ruszinszkói Magyar Hírlap, 1924.).

## Наукові здобутки
З своїх подорожей І. Лаудон часто привозив з собою різноманітний ботанічний матеріал, наприклад насіння рослин, гербарій. Частина гербарних листів, що зробив натураліст, зберігається в фондах Закарпатського краєзнавчого музею (ЗКМ) та у гербарії біологічного факультету Ужгородського національного університету.
У 1893 році в Усть-Чорній Іштван Лаудон виявив новий для Закарпаття вид рослини — Elshotzia Patrini (Garke). Lepech (E. ciliata (Thunb.) Hyl.) . Батьківщина цієї рослини – Азія. Народна назва – м’ята пряна, бо її висушені квіти і бутони використовують як приправи до різних страв.
Іштван Лаудон цікавився і тваринним світом. Він зібрав невелику колекцію рогів різноманітних тварин, яка зараз зберігається в Зоологічному музеї Ужгородського національного університету. Серед них роги антилопи куду (Tragelaphus strepsiceros Pallas), барана степового (Ovis orientalis Gmelin.), барана сніжного (Ovis nivicola Escheholtz), козла східно-кавказького (Carpa cylindricornis Blyth), сайгака (Saiga tatarica L.), козла західно-кавказького (Carpa caucasica Güldenstädt & Pallas), оленя благородного (Cervus elaphus L.). північного оленя (Rangifer tarandus L.) та інші.

## Дендропарк, який заснував Іштван Лаудон
Лаудон заснував унікальний дендропарк — тепер це Сквер міськлікарні. З подорожей він привозив також цінні й рідкісні види рослин, частину яких висаджував у своєму саду. Розміщувався дендросад позаду будинку натураліста й тягнувся вниз по схилу до сучасної дитячої лікарні. Колись у саду росли чудові таксодіуми (Taxodium L.), кілька цінних видів закордонних сосен, вірджинська, гігантська, канадська, китайська ялини, канадські тсуги, кипарисовик Лавсона, віргінські ялівці, китайське мильне дерево та інші екзоти. Тепер там залишилось небагато екзотів: тис ягідний (Taxus baccata L.), кипарис болотний (Taxodium distichum L.), криптомерія японська (Cryptomeria japonica L.) та ін. Важливо також нагадати, що тут зростає найстаріше дерево гінкго (Ginkgo biloba L.). в Ужгороді та на Закарпатті. 

- 4  травня 2018 р. оновлену огорожу дендросаду (вул. Ф. Ракоці, 3) поблизу Ужгородської міської дитячої лікарні прикрасили міні-скульптуркою. Це пам'ятник педагогу та великому любителю природи Іштвану Лаудону. Це вже 32 міні-скульптурка в Ужгороді. Подія присвячена 130-річчю саду Лаудона. Наприкінці ХІХ століття педагог і натураліст, доктор Ужгородської Королівської католицької гімназії Іштван Лаудон зробив подарунок місту — започаткував сад рослин, які привозив із подорожей у різні країни. Сад став унікальним не лише для міста: тодішній парк Лаудона вважався одним із найбільш унікальних в Австро-Угорській імперії. Сад простягався від вулиці Собранецької до нинішнього пам'ятника Пушкіну, налічував близько двох сотень екзотів. Із розбудовою міста сад Лаудона поступово забудовували, нинішній парк із десятком дерев — те, що від нього залишилося. Збереглися у парку і найбільше в Україні та найстаріше на Закарпатті гінкго, тис ягідний, кипарис болотний, сосна чорна (австрійська), криптомерія японська, магнолія Суланжа, бук лісовий, що зазвичай росте на висоті більше 300 м над рівнем моря, а тут — на 120-метровій висоті. Кілька дерев дендропарку входять до міжнародної Червоної книги. 2017-го біля дитячої лікарні посадили ще 2 екзотичні дерева, які росли колись серед насаджень Лаудона, але загинули приблизно у 70-х роках — кипарисовик Лавсона і тсугу канадську. 

## Публікації
- Laudon István. «Utirajz Bosnia, Herzegovináról» // Ung, Szám 18. — vasarnap Majus 1, 1892. — Oldal. 1.

- Laudon István. «Utirajz Bosnia, Herzegovináról» // Ung. 19 Szam. — 8 majus, 1892. — Oldal. 1.

- Laudon István. Az egyiptomiak köfaragó-munkáirói s szobrászatarol // Ung, № 5, 1897. — Odal 1.

- Laudon István. Java szigetén. // Ung, Szám 9. — Marcius 1, 1908. — Odal 4-5.